# Cortes de Medina del Campo (1318)
Cortes de Medina del Campo de 1318. Cortes de los reinos de León, Toledo y las Extremaduras celebradas en la ciudad de Medina del Campo en el año 1318, durante la minoría de edad de Alfonso XI de Castilla. 

## Las Cortes de Medina del Campo de 1318

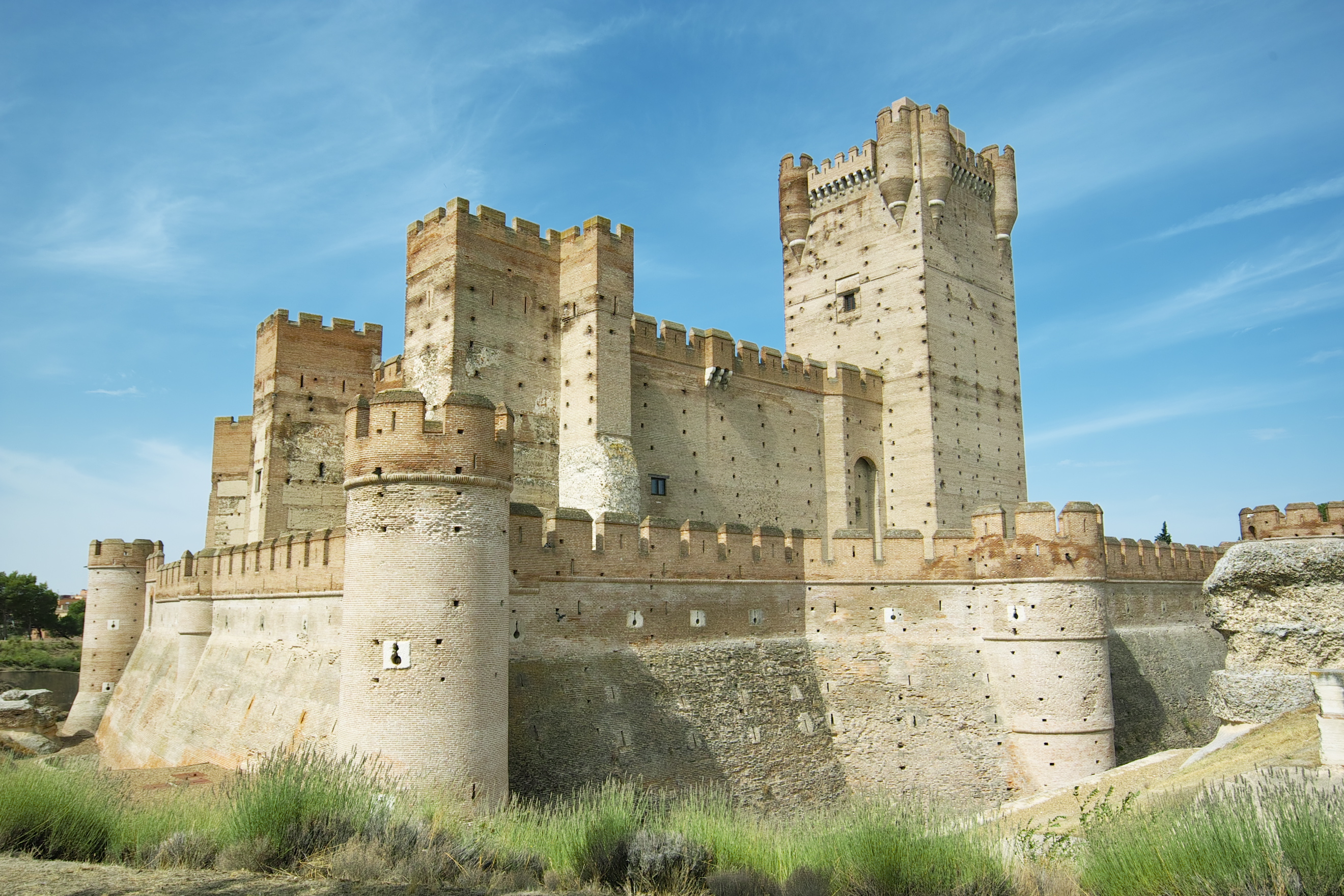
Castillo de la Mota en Medina del Campo.

Tras la muerte de Fernando IV en 1312, los infantes Juan y Pedro eran los tutores del rey Alfonso XI de Castilla durante su minoría de edad junto con la reina María de Molina, madre de Fernando IV y abuela de Alfonso XI. 
En 1318 se celebraron las Cortes de Valladolid y las de Medina del Campo. Los procuradores de las Extremaduras, debido a una disputa surgida con los procuradores castellanos en las Cortes de Carrión de 1317, acordaron celebrar Cortes por separado junto con los del reino de León y los del reino de Toledo, reuniéndose estas en Medina del Campo, pues previamente se habían reunido los procuradores castellanos en Valladolid. 
Y la Gran Crónica de Alfonso XI señaló que tras haberse celebrado las Cortes en Valladolid, los tutores del rey se trasladaron a Medina del Campo y «libraron eso mesmo con los de Extremadura y de tierra de Leon», y durante las Cortes de Medina del Campo le fueron devueltas al rey Alfonso XI las villas de Moya y Cañete, situadas en la provincia de Cuenca, por haber fallecido sin descendencia Juan Núñez II de Lara, señor de la casa de Lara.

El infante Juan se alejó de la Corte portuguesa y comenzó a buscar el apoyo del rey Jaime II de Aragón, quien, a petición del propio infante Juan, envió un embajador plenipotenciario a las Cortes de Medina del Campo, al igual que había hecho durante las Cortes de Carrión de 1317.

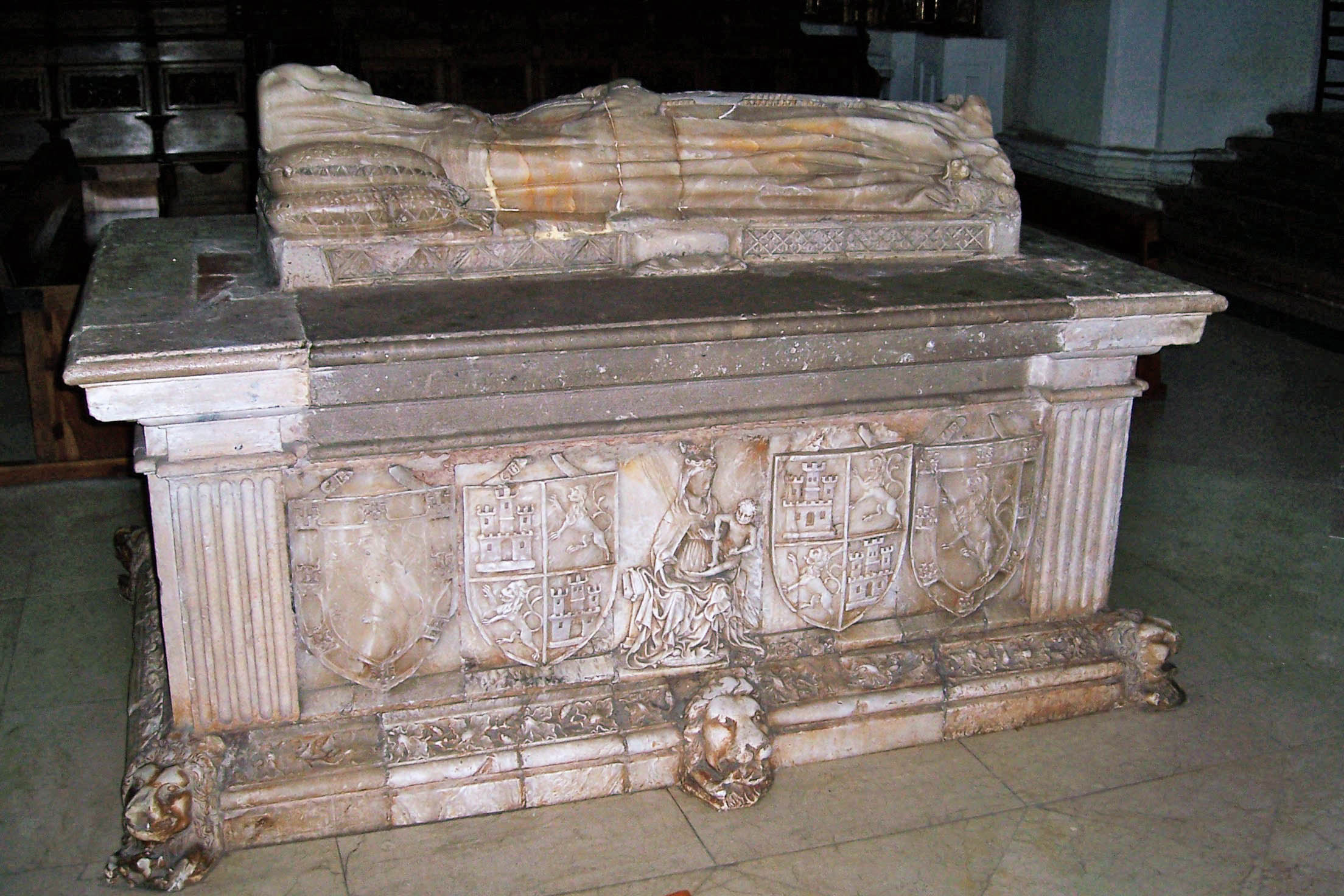
Sepulcro de la reina María de Molina. (Monasterio de las Huelgas Reales de Valladolid).

En las Cortes de Medina del Campo de 1318 se hallaron presentes varios prelados, ricoshombres, el maestre de la Orden de Santiago, y los representantes de los concejos de las ciudades y villas de los reinos de León, Toledo, y las Extremaduras. Los procuradores presentes solicitaron que se vigilase estrechamente la administración de justicia, que los nobles que maltrataran a los habitantes de las villas fueran castigados severamente, y también protestaron por la intromisión de la autoridad eclesiástica en los pleitos civiles en las tierras de realengo, pues con ello quedaba perjudicada la autoridad de la Corona.
Los estatutos de la Hermandad general, que había surgido durante las Cortes de Burgos de 1315 y alcanzó durante la minoría de edad de Alfonso XI una considerable influencia política, fueron confirmados por última vez en las Cortes de Medina del Campo de 1318, y en el ordenamiento de las mismas consta que las propuestas aprobadas por las Cortes fueron las que hicieron los representantes de la Hermandad, lo que ha llevado a algunos autores a afirmar que «da la impresión en este momento de que las Cortes van a ser desplazadas por la Hermandad, pero nada de esto sucedió». Sin embargo, los mismos historiadores también señalan que la influencia de la Hermandad iba a ser breve, debido, entre otros factores, a la muerte de los infantes Pedro y Juan en el Desastre de la Vega de Granada, ocurrido en junio de 1319.
Diversos historiadores destacan la brevedad del ordenamiento de las Cortes de Medina del Campo en comparación con el de las Cortes de Carrión del año anterior, y señalan que, además de que probablemente sería muy similar al de las Cortes de Valladolid de 1318, que no se ha conservado, los procuradores se limitaron a insistir en los acuerdos incumplidos en Cortes anteriores, por lo que apenas formularon peticiones novedosas.

### Disposiciones generales

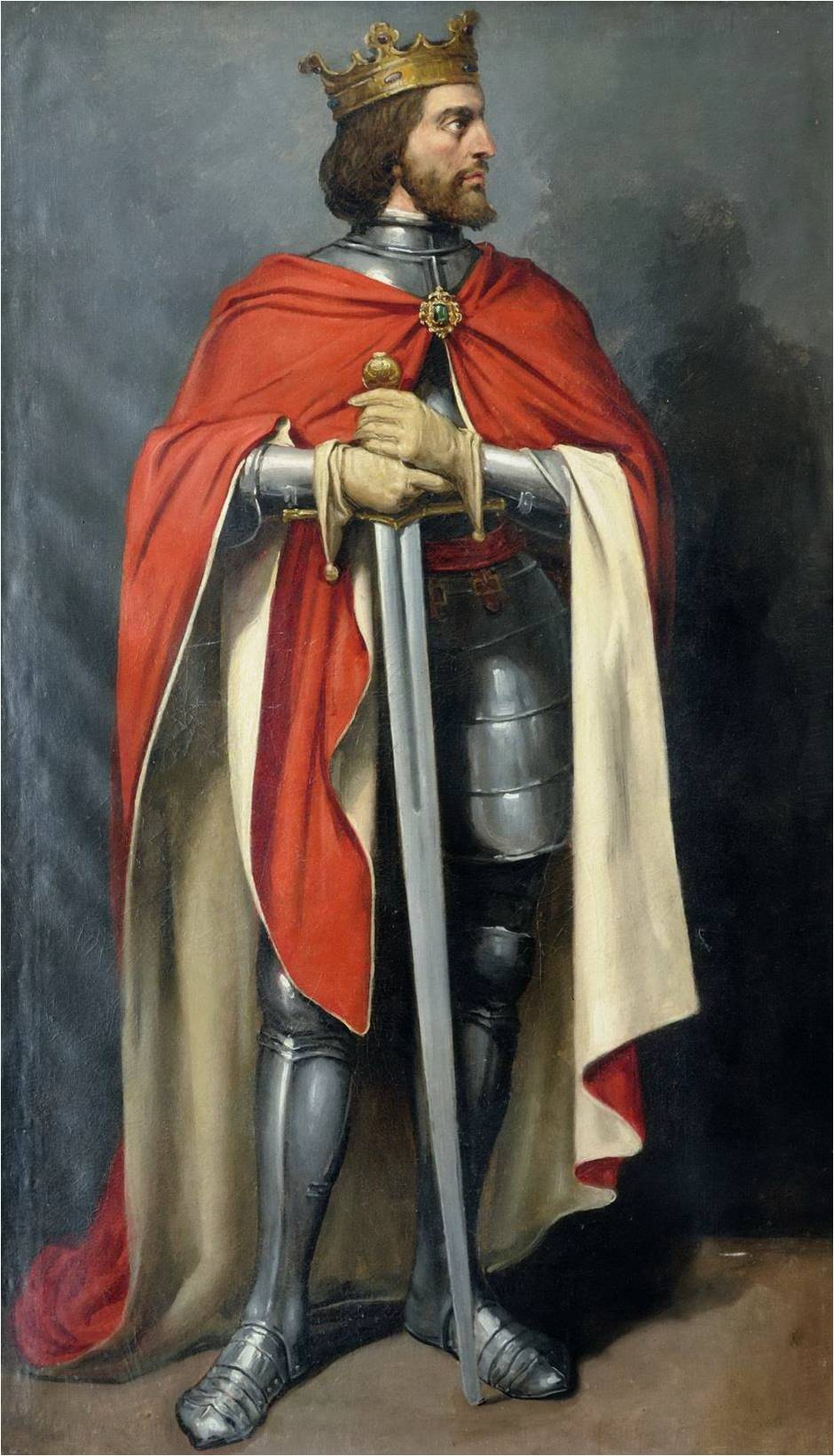
Retrato imaginario de Alfonso XI de Castilla. José María Rodríguez de Losada. (Ayuntamiento de León).

- Los tutores del rey Alfonso XI confirmaron los fueros, privilegios, cartas, usos, costumbres, franquezas y mercedes de las villas y ciudades de los diferentes reinos y también confirmaron el cuaderno de peticiones presentado por la Hermandad.[4]
- Al igual que en anteriores reuniones de Cortes, los procuradores solicitaron que, debido al desorden existente en la administración de justicia en la Corte,[5] se diferenciara entre los pleitos foreros, que debían resolverse basándose en los fueros de cada lugar, y los pleitos o casos de Corte, que debían resolverse con el derecho o fuero del rey, es decir, con el Fuero Real.[5]
- Los procuradores solicitaron de nuevo que las casas fuertes fueran demolidas,[6] pero además solicitaron que sus propietarios entregasen buenos fiadores para que, en caso de que desde ellas se cometieran crímenes o violencias, los alcaldes del lugar pudiesen juzgar con arreglo al fuero correspondiente y los daños fuesen reparados, y se dispuso además que las casas fuertes de quienes no entregasen fiadores serían demolidas.[7] No obstante, también se decretó que los individuos que quisieran edificar casas fuertes en sus heredades podrían hacerlo si entregaban fiadores a las villas en cuyo término fueran a edificarse,[7] y diversos historiadores señalan que los autores de los crímenes y violencias cometidos en los reinos de León, Toledo, o en las Extremaduras, no eran cometidos solamente por los nobles leoneses de esos territorios, sino también por castellanos.[7]
- También se abordaron cuestiones relacionadas con la hacienda real, ya que debido a la situación inestable que atravesaba el reino, algunos habitantes de las tierras de realengo las abandonaban y se instalaban en tierras de señorío, provocando con ello una disminución de los ingresos de la Corona.[7]
- Se decretó la obligación de acudir a las reuniones de Cortes.[7]
- Los representantes de los concejos solicitaron a los tutores del rey que las Cortes fueran celebradas allí donde se hallara el rey, tal y como había sido dispuesto por Fernando IV de Castilla en las Cortes de Burgos de 1301 y en las Cortes de Medina del Campo de 1302.
- Los representantes concejiles solicitaron que se pusiese mayor cuidado en la administración de la justicia, y también que se controlase a los hidalgos que amenazaban sin causa a los habitantes de las villas y ciudades.
- También solicitaron que en Castilla los recaudadores de impuestos fueran los hombres de las ciudades y villas de cada merindad, en el reino de León los de las ciudades y villas «sigunt son las sacadas», y en las Extremaduras y en el reino de Toledo que «sean los cogedores de cada villa».[8]
- Se decretó que los servicios destinados al rey se podrían pagar voluntariamente, por cabezas, o por padrón e por pesquisa, es decir, que los pechasen por menudo.[9]
- Los procuradores se quejaron de que Gutierre Gómez de Toledo, arzobispo de Toledo, tuviera presos a varios hombres buenos de Illescas por razón del pleito existente entre los habitantes de dicho municipio y el cabildo catedralicio toledano.[10]
- Los procuradores se quejaron ante los tutores del rey de los excesos cometidos por los clérigos, pues frecuentemente los jueces de la Iglesia emplazaban a los legos ante ellos y pronunciaban sentencias en pleitos sobre asuntos temporales.
- Los representantes concejiles expusieron claramente ante las Cortes las nefastas consecuencias que traía consigo el abandono en que se hallaba el realengo y la integración de partes del mismo en los abadengos de las órdenes monásticas y de las iglesias,[11] ya que los tributos correspondientes al rey acababan en manos de las iglesias por causa de los bienes de realengo que eran donados o vendidos a instituciones eclesiásticas. Y los procuradores también se quejaron de que los eclesiásticos desempeñaban funciones judiciales en aquellas tierras que, por uno u otro cauce, habían pasado a pertenecer a su jurisdicción, y, por todo ello, la Corona se veía desposeída de ingresos y territorio.[11] Y los tutores del rey, por su parte, no dispusieron medidas concretas al respecto y se limitaron a prometer que no consentirían en el futuro estas usurpaciones y que guardarían «el derecho del Rey, e delas eglesias e delos prelados».[11]

### Disposiciones relativas a los judíos
- Los representantes concejiles protestaron porque algunos prestamistas judíos utilizaban cartas del rey para cobrar sus deudas,[12] ocasionando por ello múltiples perjuicios a los deudores cristianos.[13] Y los tutores del rey ordenaron que se aplicaran al respecto los ordenamientos hechos en las Cortes de Burgos de 1315 y en las Cortes de Carrión de 1317 sobre las deudas entre los cristianos y los judíos.[12]